# Silver 'n Strings Play the Music of the Spheres
Silver 'n Strings Play the Music of the Spheres è un album in studio del pianista jazz statunitense Horace Silver, pubblicato nel 1979.

## Tracce
Side 1
1. (The Physical Sphere) The Soul and Its Expression Part One: The Search for Direction
2. (The Physical Sphere) The Soul and Its Expression Part Two: Direction Discovered
3. (The Physical Sphere) The Soul and Its Expression Part Three: We All Have a Part to Play

Side 2
1. (The Physical Sphere - continued) The Soul and Its Progress Throughout the Spheres Part One: Self Portrait No. 1 (Written 1973)
2. (The Physical Sphere - continued) The Soul and Its Progress Throughout the Spheres Part Two: Self Portrait No. 2 (Written 1978)
3. (The Physical Sphere - continued) The Soul and Its Progress Throughout the Spheres Part Three: Self Portrait of the Aspiring Self (Written 1978)
4. (The Mental Sphere - Conscious Mind) The Soul's Awareness of Its Character Part One: Character Analysis
5. (The Mental Sphere - Conscious Mind) The Soul's Awareness of Its Character Part Two: Negative Patterns of the Subconscious
6. (The Mental Sphere - Conscious Mind) The Soul's Awareness of Its Character Part Three: The Conscious and Its Desire for Change

Side 3
1. (The Mental Sphere - Sub-Conscious Mind) The Pygmalion Process Part One: Inner Feelings
2. (The Mental Sphere - Sub-Conscious Mind) The Pygmalion Process Part Two: Friends
3. (The Mental Sphere - Sub-Conscious Mind) The Pygmalion Process Part Three: Empathy
4. (The Mental Sphere - Sub-Conscious Mind) The Pygmalion Process Part Four: Optimism
5. (The Mental Sphere - Sub-Conscious Mind) The Pygmalion Process Part Five: Expansion

Side 4
1. (The Spiritual Sphere) The Soul in Communion with the Creator Part One: Communion with the Creator
2. (The Spiritual Sphere) The Soul in Communion with the Creator Part Two: The Creator Guides Us
3. (The Spiritual Sphere) The Soul in Communion with the Creator Part Three: Progress, Through Dedication and Discipline
4. (The Spiritual Sphere) The Soul in Communion with the Creator Part Four: We Expect Positive Results

## Formazione
- Horace Silver - piano, arrangiamenti
- Tom Harrell - tromba
- Larry Schneider - sassofono tenore
- Ron Carter - basso
- Al Foster - batteria
- Gregory Hines - voce (Side 1)
- Brenda Alford, Carol Lynn Maillard, Chapman Roberts - voce (Side 3)
- Aaron Rosand, Marvin Morganstern, Paul Winter, Lewis Eley, Peter Dimitriades, Louann Montesi, Harry Glickman - violino
- Harold Coletta, Harry Zaratzian, Seymour Berman, Theodore Israel - viola
- Seymour Barab, Jonathan Abramowitz - violoncello
- Gene Bianco - arpa
- Wade Marcus - arrangiamenti, direzione
- Dale Oehler - arrangiamenti